# Korowelang Kulon
Korowelang Kulon is een bestuurslaag in het regentschap Kendal van de provincie Midden-Java, Indonesië. Korowelang Kulon telt 2692 inwoners (volkstelling 2010).